# Бакарди (коктейль)
«Бакарди» (исп. Bacardi) — алкогольный коктейль-аперитив кубинского происхождения, основными компонентами которого являются светлый ром (обычно Bacardi), гренадин и лимонный сок. Подаётся обычно перед ужином. Входит в число официальных коктейлей Международной ассоциации барменов (IBA), категория «Незабываемые» (англ. Unforgettables).
Сходный по составу кубинский коктейль, где вместо гренадина используется сахарный сироп, называется Дайкири.

## Состав и вариации

### Состав
- Светлый ром 45 мл
- Гренадин (гранатовый сироп) 10 мл
- Сок лайма 20 мл
- Лёд

Ингредиенты встряхивают в шейкере и сцеживают в коктейльный бокал. Коктейль гарнируют долькой лайма.

### Вариации
- Коктейль Бакарди Антифриз — ром Bacardi, ананасовый сок, ликёр арбузный, сауэр / sour mix, сироп сахарный, мелкоколотый лёд;
- Коктейль Бакарди Акапулько — ром Bacardi, ананасовый сок, текила, грейпфрутовый сок;
- Коктейль Бакарди Лимонад — ром Bacardi и лимонад;
- Коктейль Бакарди Aloha — ром Bacardi, коньяк, мартини, джин, лаймовый сок, содовая.

## История создания коктейля
В начале XX века коктейль был лицом компании Bacardi, отсюда и название коктейля. Коктейль Бакарди по внешнему виду похож на коктейль Космополитан, а по составу — на коктейль Дайкири.
Согласно Washington Post, коктейль Бакарди возник в 1937 году, в конце эпохи сухого закона. Компания выпустила свой новый ром, и чтобы он стал более популярным, придумала коктейль, главным составляющим был этот ром. Коктейль Бакарди изначально, как и коктейль Дайкири, содержал ром, сок лайма и сахар. Версия с гренадином возникла позже в США, а оригинальный рецепт коктейля возник на Кубе.
В 1940-х годах состоялся суд за авторство над рецептом коктейля Бакарди. Суд постановил признать за семьёй Бакарди все права на коктейль. Некоторое время спустя в Нью-Йорке вышел закон, согласно которому в коктейле Бакарди должен использоваться ром только марки Бакарди.